# Lyman Abbott
Pour les articles homonymes, voir Abbott.
Lyman Abbott, né le 18 décembre 1835 à Roxbury et mort le 22 octobre 1922 à New York, est un écrivain américain.

## Biographie
Lyman Abbott naît le 18 décembre 1835 à Roxbury dans le Massachusetts. Il est le troisième fils de Jacob, et le neveu de Henry.
Il est diplômé de l'université de New York en 1853, étudie le droit, et est admis au barreau et s'associe à ses frères Benjamin V. et Austin en 1856. Puis s'adonne à la théologie et exerce le ministère pastoral. Il est pasteur de diverses églises jusqu'en 1865. De 1865 à 1868 il est secrétaire de la Freedmen's Commission, qui s'occupe de venir en aide aux noirs affranchis. En 1869, il démissionne de ses fonctions de pasteur à New-York pour s'adonner entièrement à des travaux littéraires et théologiques. Il débute par deux nouvelles : Conecut Corners et Matthew Cornoby, qui paraissent sous le pseudonyme de Benauly et qui sont écrites en collaboration avec ses frères, Benjamin, né en 1830, et Austin, né en 1831. Il avait travaillé, en outre, avec eux, à la rédaction de divers ouvrages de jurisprudence. En 1872, il devient un des éditeurs du Magazine de Harper, dans lequel il fait paraître des articles littéraires. Il est directeur d'une feuille hebdomadaire illustrée, le Journal chrétien. Outre une édition des Sermons et Exercices du matin de H. Ward Beecher, on lui doit : Jésus de Nazareth, sa vie et ses enseignements (1869) ; Old Testament Shadows (1870) ; un Dictionnaire de la Bible, etc.
Il contribua par sa propagande à faire entrer les États-Unis dans la Première Guerre mondiale.
Il meurt le 22 octobre 1922 à New York.